# Strangelove
«Strangelove» (в переводе с англ. — «Страннолюбовь») — песня британской группы Depeche Mode, первый сингл к их шестому студийному альбому Music for the Masses, 18-й в дискографии группы. Вышел 13 апреля 1987 года.

## О песне
Оригинальная версия «Strangelove» — это динамичный поп-трек. Хотя версия была успешной, она, тем не менее, не вписывалась в мрачный стиль альбома Music for the Masses. В связи с этим Дэниел Миллер сделал более медленный вариант песни, которая стала альбомной. Алан Уайлдер на своём сайте указывал, что сингл-версия была «слишком сумбурной», в связи с чем было принято решение заказать Миллеру ремикс. Миллер подробно изложил эту ситуацию в материалах к DVD-переизданию альбома Music for the Masses, заявив, что он чувствовал, что песня в оригинальной версии была сложной и от упрощения только выиграла.
Группой Bomb the Bass на песню был изготовлен ремикс, который был выпущен в США в качестве сингла с названием «Strangelove ’88», который занял 50-ю строчку в чарте Billboard Hot 100.

## Би-сайды
В качестве би-сайдов к «Strangelove» выпускались две композиции — «Pimpf» и «Agent Orange», обе — инструментальные. «Pimpf» — мрачная композиция, исполненная большей частью на фортепиано, впоследствии включённая последним треком на Music for the Masses. Некоторые издания сингла «Strangelove» на обратной стороне имели трек «Fpmip» — ремикс «Pimpf». «Agent Orange» затем была выпущена в качестве бонус-трека на некоторых изданиях Music for the Masses.

## Музыкальное видео
Видеоклип на «Strangelove» снял режиссёр Антон Корбейн. Чёрно-белый клип, снятый на 8-миллиметровую плёнку, помимо прочего содержал сцены с моделями, позирующими в нижнем белье. Это стало причиной того, что для возможности показа в США в клип были внесены некоторые изменения. Ролик был включён в видеосборники группы Strange и The Videos 86>98. Также Корбейном специально для видеосборника Strange было снято видео для композиции «Pimpf».
В 1988 году был снят ещё один клип к «Strangelove», режиссёром которого выступил Мартин Аткинс. В 2002 году он был выпущен на DVD The Videos 86>98+.

## Списки композиций
- Все песни написаны Мартином Гором.

### Британские релизы
| №  | Название      | Длительность |
| -- | ------------- | ------------ |
| 1. | «Strangelove» | 3:45         |

| №  | Название | Длительность |
| -- | -------- | ------------ |
| 1. | «Pimpf»  | 4:33         |

| №  | Название                 | Длительность |
| -- | ------------------------ | ------------ |
| 1. | «Strangelove» (Maxi-Mix) | 6:38         |
| 2. | «Strangelove» (Midi-Mix) | 1:41         |
| 3. | «Fpmip»                  | 5:27         |

| №  | Название                  | Длительность |
| -- | ------------------------- | ------------ |
| 1. | «Strangelove» (Blind Mix) | 6:30         |
| 2. | «Pimpf»                   | 4:30         |
| 3. | «Strangelove» (Pain Mix)  | 7:18         |
| 4. | «Agent Orange»            | 5:03         |

| №  | Название                 | Длительность |
| -- | ------------------------ | ------------ |
| 1. | «Strangelove» (Maxi-Mix) | 6:31         |
| 2. | «Pimpf»                  | 4:33         |
| 3. | «Strangelove» (Midi-Mix) | 1:40         |
| 4. | «Agent Orange»           | 5:01         |
| 5. | «Strangelove»            | 3:46         |

### Американские релизы
| №  | Название      | Длительность |
| -- | ------------- | ------------ |
| 1. | «Strangelove» | 3:44         |

| №  | Название | Длительность |
| -- | -------- | ------------ |
| 1. | «Fpmip»  | 4:32         |

| №  | Название                  | Длительность |
| -- | ------------------------- | ------------ |
| 1. | «Strangelove» (Maxi-Mix)  | 6:32         |
| 2. | «Strangelove» (Midi-Mix)  | 1:38         |
| 3. | «Strangelove» (Blind Mix) | 6:10         |
| 4. | «Fpmip»                   | 5:19         |

| №  | Название                   | Длительность |
| -- | -------------------------- | ------------ |
| 1. | «Strangelove» (Pain Mix)   | 7:18         |
| 2. | «Strangelove» (7" Version) | 3:29         |
| 3. | «Agent Orange»             | 5:04         |

| №  | Название                  | Длительность |
| -- | ------------------------- | ------------ |
| 1. | «Strangelove» (Maxi-Mix)  | 6:32         |
| 2. | «Strangelove» (Midi-Mix)  | 1:38         |
| 3. | «Fpmip»                   | 5:21         |
| 4. | «Strangelove» (Blind Mix) | 6:31         |
| 5. | «Strangelove» (Pain Mix)  | 7:19         |
| 6. | «Agent Orange»            | 5:05         |

## Чарты
| Чарт (1987)                                  | Позиция |
| -------------------------------------------- | ------- |
| Ö3 Austria Top 40                            | 29      |
| Бельгия (Фландрия) Ultratop                  | 20      |
| Бельгия (Фландрия) VRT Top 30                | 14      |
| RPM 20 Dance Singles                         | 11      |
| Media Control Charts                         | 2       |
| SNEP                                         | 25      |
| FIMI                                         | 16      |
| Dutch Top 40                                 | 30      |
| Polish Singles Chart                         | 4       |
| Sverigetopplistan                            | 5       |
| Schweizer Hitparade                          | 3       |
| South African Charts                         | 2       |
| Великобритания (OCC UK Singles)              | 16      |
| Billboard Hot 100                            | 50      |
| Billboard Hot Dance Music/Maxi-Singles Sales | 1       |
| Billboard Hot Dance Club Play                | 5       |